# Dhofaria splendens
Dhofaria splendens är en insektsart som först beskrevs av Popov, G.B. 1980.  Dhofaria splendens ingår i släktet Dhofaria och familjen Pamphagidae. Inga underarter finns listade i Catalogue of Life.